# Gordon J. Garradd
| Odkryte planetoidy: 33 | Odkryte planetoidy: 33 |
| ---------------------- | ---------------------- |
| (6027) Waratah         | 23 września 1993       |
| (6874) 1994 JO1        | 9 maja 1994            |
| (8201) 1994 AH2        | 5 stycznia 1994        |
| (10150) 1994 PN        | 7 sierpnia 1994        |
| (10180) 1996 EE2       | 15 marca 1996          |
| (10578) 1995 LH        | 5 czerwca 1995         |
| (10824) 1993 SW3       | 24 września 1993       |
| (14916) 1993 VV7       | 10 listopada 1993      |
| (14921) 1994 QA        | 16 sierpnia 1994       |
| (23621) 1996 PA        | 5 sierpnia 1996        |
| (24814) 1994 VW1       | 10 listopada 1994      |
| (26895) 1995 MC        | 23 czerwca 1995        |
| (30956) 1994 QP        | 27 sierpnia 1994       |
| (37651) 1994 GX        | 3 kwietnia 1994        |
| (55820) 1995 FW        | 25 marca 1995          |
| (55843) 1996 PD1       | 9 sierpnia 1996        |
| (61342) Lovejoy        | 3 sierpnia 2000        |
| (65757) 1994 FV        | 21 marca 1994          |
| (69350) 1993 YP        | 17 grudnia 1993        |
| (69357) 1994 FU        | 21 marca 1994          |
| (96298) 1996 RE26      | 6 września 1996        |
| (100210) 1994 LD1      | 15 czerwca 1994        |
| (100211) 1994 PF1      | 7 sierpnia 1994        |
| (100244) 1994 QB       | 16 sierpnia 1994       |
| (102530) 1999 UF4      | 30 października 1999   |
| (123302) 2000 UW112    | 19 października 2000   |
| (162037) 1996 BW3      | 26 stycznia 1996       |
| (178680) 2000 RB9      | 9 września 2000        |
| (228215) 1996 DD2      | 26 lutego 1996         |
| (366343) 1994 LC1      | 15 czerwca 1994        |
| (412983) 1996 FO3      | 24 marca 1996          |
| (568112) 2003 RU28     | 5 września 2003        |
| (592455) 2014 WH330    | 5 września 2003        |
| 1.                     |                        |

Gordon John Garradd (ur. 1959) – australijski astronom amator i fotograf z Loomberah w stanie Nowa Południowa Walia, odkrywca wielu planetoid i komet.

## Życiorys
W latach 90. XX w. działał w programie poszukiwania obiektów bliskich Ziemi (NEO) Anglo-Australian Near-Earth Asteroid Survey m.in. z Robertem McNaughtem. Później, również z McNaughtem, pracował w Obserwatorium Siding Spring w programie poszukiwania obiektów bliskich Ziemi o nazwie Siding Spring Survey, finansowanym przez NASA i będącym odpowiednikiem programu Catalina Sky Survey prowadzonego na półkuli północnej. W ramach tego przeglądu nieba w latach 2004–2013 odkryto 3538 planetoid. W ramach programu Siding Spring Survey Garradd odkrył także komety – jego nazwisko nosi 17 komet, w tym okresowe: 186P/Garradd, 259P/Garradd, 296P/Garradd i 436P/Garradd. Odkrył ponadto 4 nowe w Wielkim Obłoku Magellana oraz był współodkrywcą supernowej SN 2008jb.
Minor Planet Center przypisuje mu indywidualne odkrycie 31 planetoid w latach 1993–2000 oraz dwa odkrycia w 2003 roku wspólnie z McNaughtem.
Garradd zajmuje się również fotograficznym patrolowaniem nieba w poszukiwaniu meteorów, fotografowaniem przyrody, w tym burz (był koordynatorem sieci wykrywania burz). Własnoręcznie skonstruował kilka teleskopów (pierwszy mając 16 lat), włącznie z produkcją zwierciadeł o średnicy do 46 cm.
Jego posiadłość w Loomberah od 1991 roku zasilana jest wyłącznie energią z baterii słonecznych i turbin wiatrowych.
W uznaniu jego pracy McNaught jedną z odkrytych przez siebie planetoid nazwał (5066) Garradd.